# Tanasis Andetokunmbo
Atanasios „Tanasis” Andetokunmbo (gr. Αθανάσιος „Θανάσης” Αντετοκούνμπο, Athanásios „Thanásīs” Antetokoúnmpo; ur. 18 lipca 1992 w Atenach) – grecki koszykarz nigeryjskiego pochodzenia, występujący na pozycji skrzydłowego, aktualnie zawodnik Milwaukee Bucks.
Jest starszym bratem dwóch innych graczy NBA – Janisa Andetokunmbo i Kostasa Antetokounmpo, a także grającego w Europie Aleksandrosa Andetokunmbo. 
7 sierpnia 2015 podpisał umowę z klubem New York Knicks. 29 stycznia 2016 podpisał 10-dniową umowę z New York Knicks. 8 lutego Knicks zrezygnowali z jego usług i następnego dnia powrócił do Westchester Knicks.
16 lipca 2019 podpisał umowę z Milwaukee Bucks, dołączając tym samym do swojego młodszego brata Janisa.

## Osiągnięcia
Stan na 19 lutego 2023, na podstawie, o ile nie zaznaczono inaczej.
NBA
- Mistrz NBA (2021)
- Uczestnik konkursu Skills Challenge (2022[10], 2023[11])

Drużynowe
- Mistrz Grecji (2018, 2019)
- Zdobywca pucharu Grecji (2019)

Indywidualne
- MVP meczu gwiazd ligi greckiej (2018, 2019)[12]
- Najbardziej spektakularny zawodnik ligi greckiej (2018, 2019)
- Zaliczony do:
  - II składu defensywnego D-League (2015)
  - III składu defensywnego D-League (2014)
- 2-krotny uczestnik konkursu wsadów D-League (2014, 2015)
- Uczestnik meczu gwiazd ligi greckiej (2018, 2019)

Reprezentacja
- Brązowy medalista kwalifikacji olimpijskich (2016)
- Uczestnik:
  - mistrzostw Europy (2017 – 7. miejsce)
  - kwalifikacji do mistrzostw świata (2017)